# Канембу
Канембу — язык, носителями которого являются около 461 тыс. человек в Чаде, преимущественно люди народности канембу. Принадлежит к западной ветви сахарской семье гипотетической нило-сахарской макросемье. Раньше язык рассматривали как диалект языка канури, ныне — скорее как отдельный язык. Считается отдельным языком чаще других языков канури.

## Письменность
Письменность языка канембу — на основе латиницы или арабского письма. Латинский алфавит канембу: A a, B b, C c, D d, E e, Ə ə, F f, G g, H h, I i, J j, K k, Kw kw, L l, M m, Mb mb, N n, Nd nd, Ng ng, Nj nj, O o, P p, R r, S s, T t, U u, W w, Y y.